# 4. armáda (Německé císařství)
4. armáda (německy 4. Armee, Armeeoberkommando 4 nebo A.O.K. 4) byla armáda německých pozemních vojsk za první světové války. Byla zformována v srpnu 1914 po mobilizaci ze 7. armádního inspektorátu. Rozpuštěna byla po válce roku 1919 během demobilizace.

## Historie
Na začátku první světové války tvořila čtvrtá armáda společně s pátou armádou střed německých sil na západní frontě. Pohybovaly se kupředu Lucemburskem a Belgií a byly hnacím kolem pravého křídla, jež mělo za úkol porazit francouzskou armádu. Čtvrtá armáda porazila belgické jednotky na na hranicích, vyhnala Francouze z Arden a utkala se během závodu k moři s britským expedičním sborem v první bitvě u Yper. S Brity bojovala ve Flandrech po zbytek války, zejména v bitvě u Passchendaele, a na jaře roku 1918 provedla ofenzívu. Nakonec byla zatlačena zpět, a to během stodenní ofenzívy na konci roku.
Na konci války byla součástí skupiny armád A.

## Struktura armády
Struktura čtvrté armády k 30. říjnu 1918.
| Armáda    | Armádní sbory        | Divize                                |
| --------- | -------------------- | ------------------------------------- |
| 4. armáda | Námořní sbor         | 1. námořní divize                     |
| 4. armáda | Námořní sbor         | 2. námořní divize                     |
| 4. armáda | Námořní sbor         | dvě třetiny 38. zeměbranecké divize   |
| 4. armáda | Námořní sbor         | jedna třetina 3. divize               |
| 4. armáda | Námořní sbor         | 85. zeměbranecká divize               |
| 4. armáda | Gardový záložní sbor | 3. záložní divize                     |
| 4. armáda | Gardový záložní sbor | dvě třetiny 3. divize                 |
| 4. armáda | Gardový záložní sbor | 13. záložní divize                    |
| 4. armáda | Gardový záložní sbor | 16. bavorská pěší divize              |
| 4. armáda | Gardový záložní sbor | 36. záložní divize                    |
| 4. armáda | Gardový záložní sbor | 11. bavorská pěší divize              |
| 4. armáda | Gardový záložní sbor | 4. divize                             |
| 4. armáda | Gardový záložní sbor | jedna třetina 38. zeměbranecké divize |
| 4. armáda | Gardový záložní sbor | 16. záložní divize                    |
| 4. armáda | Gardový záložní sbor | 23. divize                            |
| 4. armáda | Gardový záložní sbor | 3. zeměbranecká divize                |
| 4. armáda | Gardový sbor         | 26. divize                            |
| 4. armáda | Gardový sbor         | 19. divize                            |
| 4. armáda | Gardový sbor         | gardová Ersatz divize                 |
| 4. armáda | Gardový sbor         | 207. divize                           |
| 4. armáda | Gardový sbor         | 1. bavorská záložní divize            |
| 4. armáda | Gardový sbor         | 21. divize                            |
| 4. armáda | Gardový sbor         | 52. záložní divize                    |
| 4. armáda | Gardový sbor         | 6. jezdecká divize                    |
| 4. armáda | 10. záložní sbor     | 49. záložní divize                    |
| 4. armáda | 10. záložní sbor     | 23. záložní divize                    |
| 4. armáda | 10. záložní sbor     | 11. záložní divize                    |
| 4. armáda | 10. záložní sbor     | 56. pěší divize                       |
| 4. armáda | 10. záložní sbor     | 6. bavorská záložní divize            |
| 4. armáda | 10. záložní sbor     | 39. divize                            |
| 4. armáda | 10. záložní sbor     | 40. divize                            |

## Velitelé
Čtvrtá armáda měla následující velitele:
- generálplukovník, od srpna 1916 polní maršál, Albrecht Württembergský (srpen 1914 – únor 1917)
- generál pěchoty Friedrich Sixt von Armin (únor 1917 – leden 1919)